# Giannitsá
Pour les articles homonymes, voir Yenice.
Giannitsá (en grec moderne : Γιαννιτσά, prononcé Yannitsa) est la plus grande ville du dème de Pella dans le district régional du même nom en Macédoine-Centrale, en Grèce. Elle fait partie de la région historique de Macédoine.
Centre agricole situé à 40 km de Thessalonique, elle est aussi très proche des ruines de Pella, lieu de naissance d'Alexandre le Grand et capitale de l'ancienne Macédoine.
En 2011, sa population était de 29 789 habitants. Sous l'Empire ottoman elle était considérée ville sacrée.
Lors de la Première guerre balkanique, la ville fut le siège de la bataille du même nom.

## Nom
L'opinion la plus répandue est qu'en 1385, Gazi Ahmed Evrenos (en), le premier commandant turc parti pour la Macédoine en tant qu'ouch bey (en) de l'armée ottomane, conquiert la région, et occupe la colonie romaine de Vardarion. La ville a été nommée  Yenice (prononcé Yenidjé), c'est-à-dire (ville) nouvelle, ou Yenice-i Vardar, pour la distinguer de Yenice-i Karasu.
La nouvelle ville devient une base pour la conquête des autres pays voisins des Balkans. 
la transcription bulgare est Енидже Вардар (Enidje Vardar). 
À partir de son rattachement à l'État grec, la ville s'appelle Genitsá (en grec moderne : Γενιτσά, prononcé Yenitsa) et en 1926, elle est officiellement rebaptisée Giannitsá.

## Économie
Giannitsá est une région rurale. On y cultive des céréales, de l'orge, de l'avoine, du maïs, du sésame, du coton et de la pastèque.

L'assèchement du lac de Giannitsá, entre 1928 et 1932, a augmenté la surface des terres agricoles, conduisant à une croissance de la population dans la région.

Au XIXe siècle, on pêchait dans ce lac et on récoltait les massettes pour fabriquer des nattes.
Gianitsa était alors un important centre commercial de l'Empire ottoman, mais en raison de fréquentes épidémies de paludisme, il a décliné économiquement. En 1894, le chemin de fer Thessalonique - Bitola a été mis en service , mais il contournait Gianitsa, ce qui l'a encore isolé.

## Histoire
À l'exception de la côte, la Macédoine a été largement slavisée à la fin du VIe siècle et au début du VIIe siècle. Ce fut le cas pour Giannitsá.
Une cité fortifiée existait à l'époque byzantine, attestée par des fouilles archéologiques.
Mais l'importance de la ville commence avec sa fondation par le bey Evrenos (en) probablement entre 1383 et 1387. Le fait qu'Evremos a été enterré dans la ville de Giannitsá en fera une ville sainte des Turcs et un lieu de culte. Le mausolée d'Evrenos (bg), largement remanié au cours des siècles, abrite aujourd'hui des activités culturelles.
En 1519, la population comptait déjà 1 077 familles musulmanes, 25 familles chrétiennes et 44 familles juives. Les recensements de 1528, 1542, 1568-1570 ont donné respectivement 580, 622, 791 familles musulmanes et 24, 37, 63 familles chrétiennes, et pas de familles juives.
À partir du milieu du XVe siècle, Giannitsá devint un centre des lettres et des arts. Sous le bey Şemseddin Ahmed, de nombreuses mosquées, écoles, orphelinats ont été créés et des travaux publics ont été réalisés. Il invita le maître soufi Abdullah-ı İlahi, qui mourrut à Giannitsá vers 1487 - 1491, où il a son tombeau.
Au XVIe siècle, l'apparence de la ville changea et le Vénitien Lorenzo Bernardo (it), qui la visita en 1590, écrivit : 
« Ici vivent des Bulgares et le pont sur le Vardar est la frontière entre la Bulgarie et la Thessalie. Tout près du pont, il y a une maison d'où une jeune femme bulgare est sortie et nous a offert du pain sans levain. »
Vers 1667,  Sherif Ahmet, un descendant d'Evrenos, construisit la tour de l'horloge au centre de la ville. C'est un bâtiment rectangulaire, d'une hauteur de 25 m, construit en pierres jusqu'aux 4 premiers mètres et ensuite en briques.
En 1840, Victor Grigorovitch écrit, dans « Esquisse de voyage dans la Turquie d’Europe » (page 107),: 
« Les villages entre Salonique et Enidjé Vardar sont habités principalement par des Bulgares... Les villages des régions de Enidjé-Vardar, Voden, Florina, Monastir, ainsi que ceux que l'on rencontre entre Monastir et Ochrida, sont habités exclusivement par des Bulgares, mélangés çà et là à des Koutzovalaques et Turcs. »
Les voyageuses anglaises Georgina Muir Mackenzie (en) et Adeline Paulina Irby (en) ont visité Gianitsa en 1863 et ont écrit : 
« Enidje Vardar compte environ six mille maisons - moitié bulgares, moitié turques... Ici, et comme dans la région, les chrétiens sont slaves. Les seuls Grecs sont le professeur et l'évêque. Les notables utilisent la langue grecque dans le commerce, mais aucune femme ne la connait. Quant à la propagation catholique, deux prêtres uniates bulgares officient maintenant dans le même lieu, mais une nouvelle église est en construction. »
Dans la première moitié du XIXe siècle, il n'y avait pas d'église chrétienne à Giannitsá. En 1856, le rescrit impérial qui était un édit d'émancipation des communautés non musulmanes, leur donnait la libre gestion de leurs affaires internes, et interdisait toute discrimination sur une base religieuse. Malgré cela le firman du sultan pour la construction de l'église de l' Assomption de la Vierge (bg) fut difficile à obtenir, car Giannitsá était une ville sainte pour les musulmans. Il ne fut délivré qu'en 1858 et l'église achevée en 1860. Sur le plan architectural, il s'agit d'une basilique à trois nefs avec une nef centrale plus grande et mesurant 32 m sur 24 m sur 10 m.
En 1859 l'Ordre des Lazaristes de Giannitsá obtient un firman du sultan pour la construction d'une église uniate. Le terrain fut donné par le pope Dimo. Le Vicariat apostolique bulgare de Constantinople donna 3 000 livres or turques. L'église Saint-Pierre et Saint-Paul (bg) fut consacrée le 9 (21) octobre 1866. Les offices étaient en bulgare et pendant longtemps, ce fut aussi un lieu de diffusion de la littérature bulgare parmi la population. C'est maintenant une église grecque uniate, depuis l'échange de population entre la Grèce et la Turquie en 1922.
L'église bulgare a été construite en 1908 sous le nom de « Saints Cyrille et Méthode ». Les Grecs l'ont rebaptisée « Saints Constantin et Hélène ».

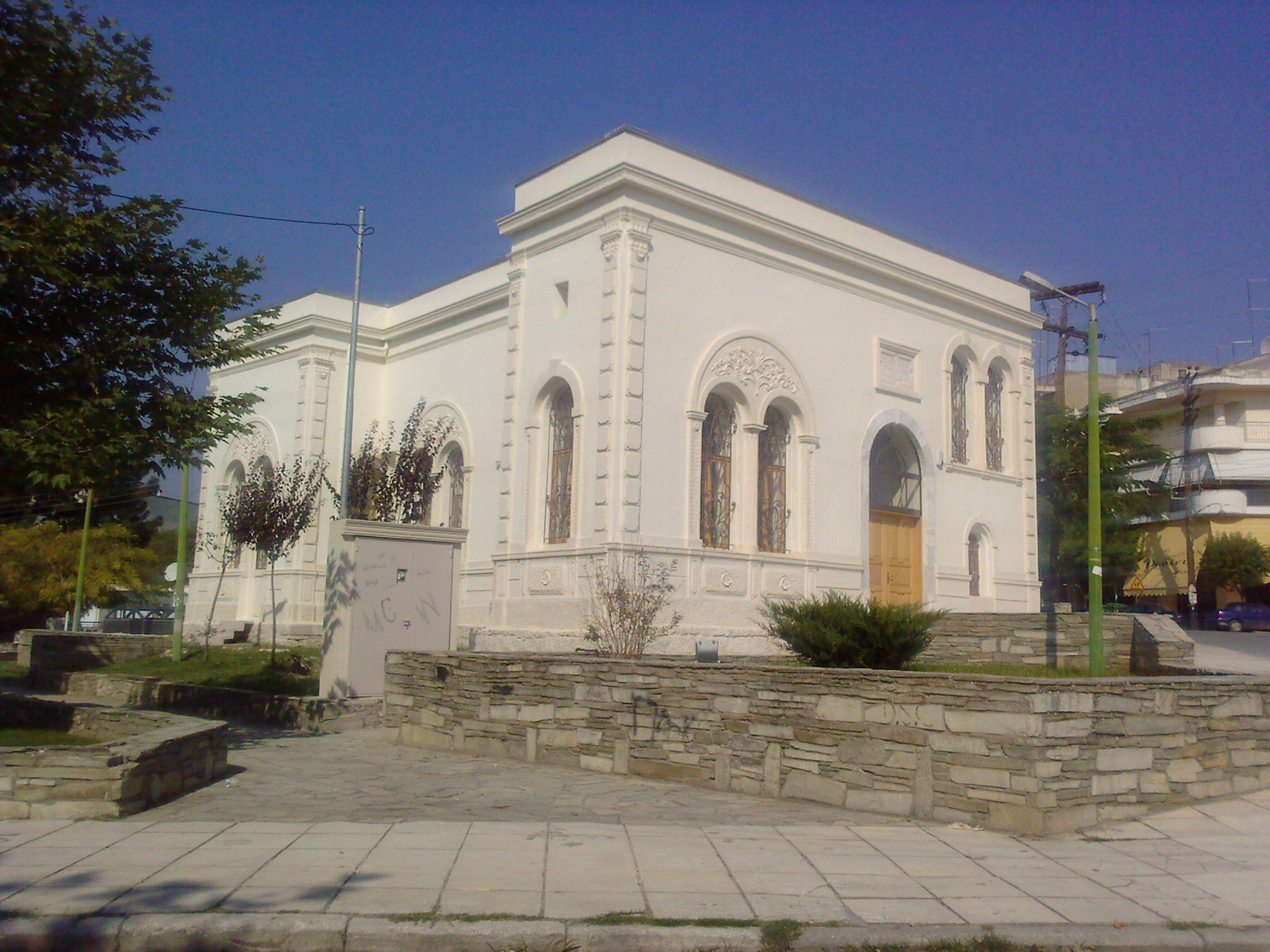
Mausolée d'Evrenos (bg)
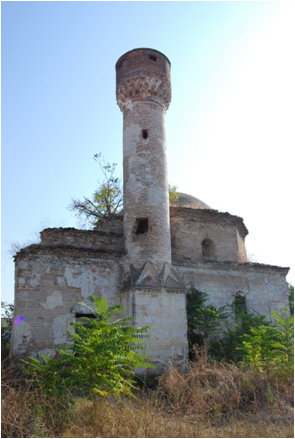
Mosquée d'Ahmed Bey (ou mosquée de Sheik Ilahi (bg))
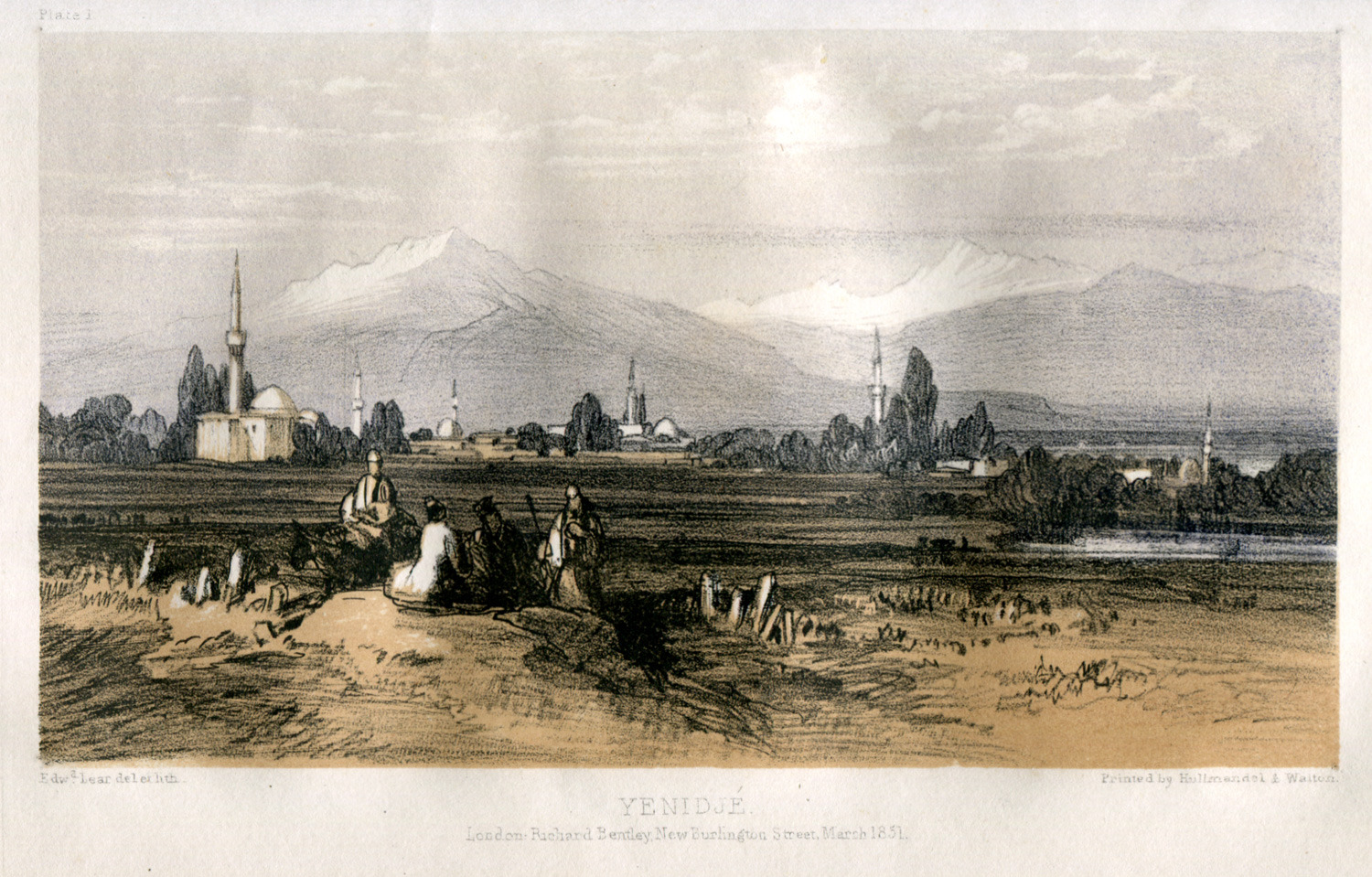
Lithographie (1851)
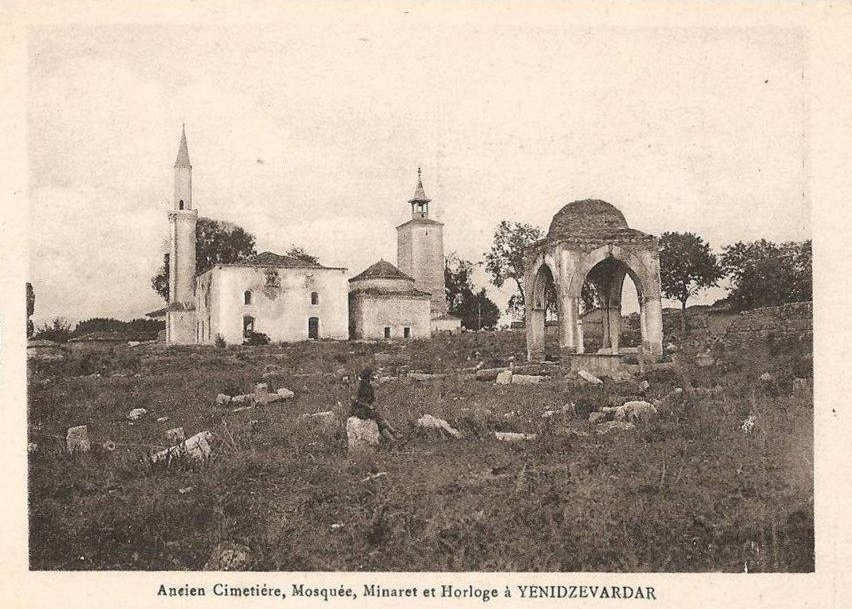
La mosquée et la tour de l'horloge vers 1900
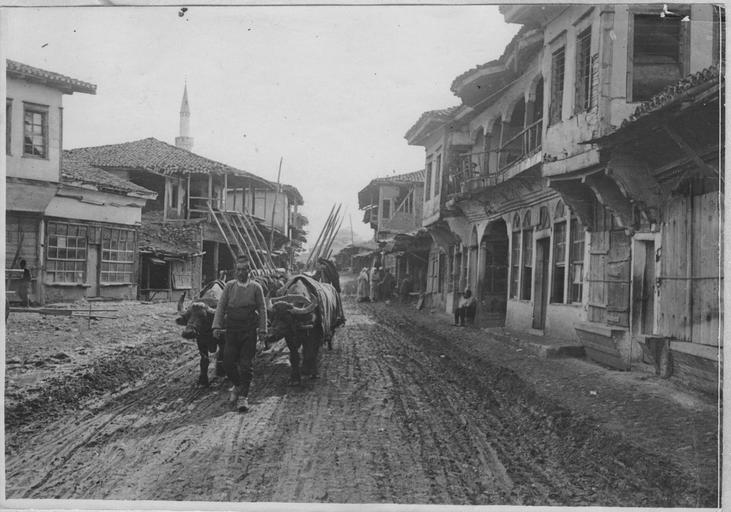
Giannitsa en 1917
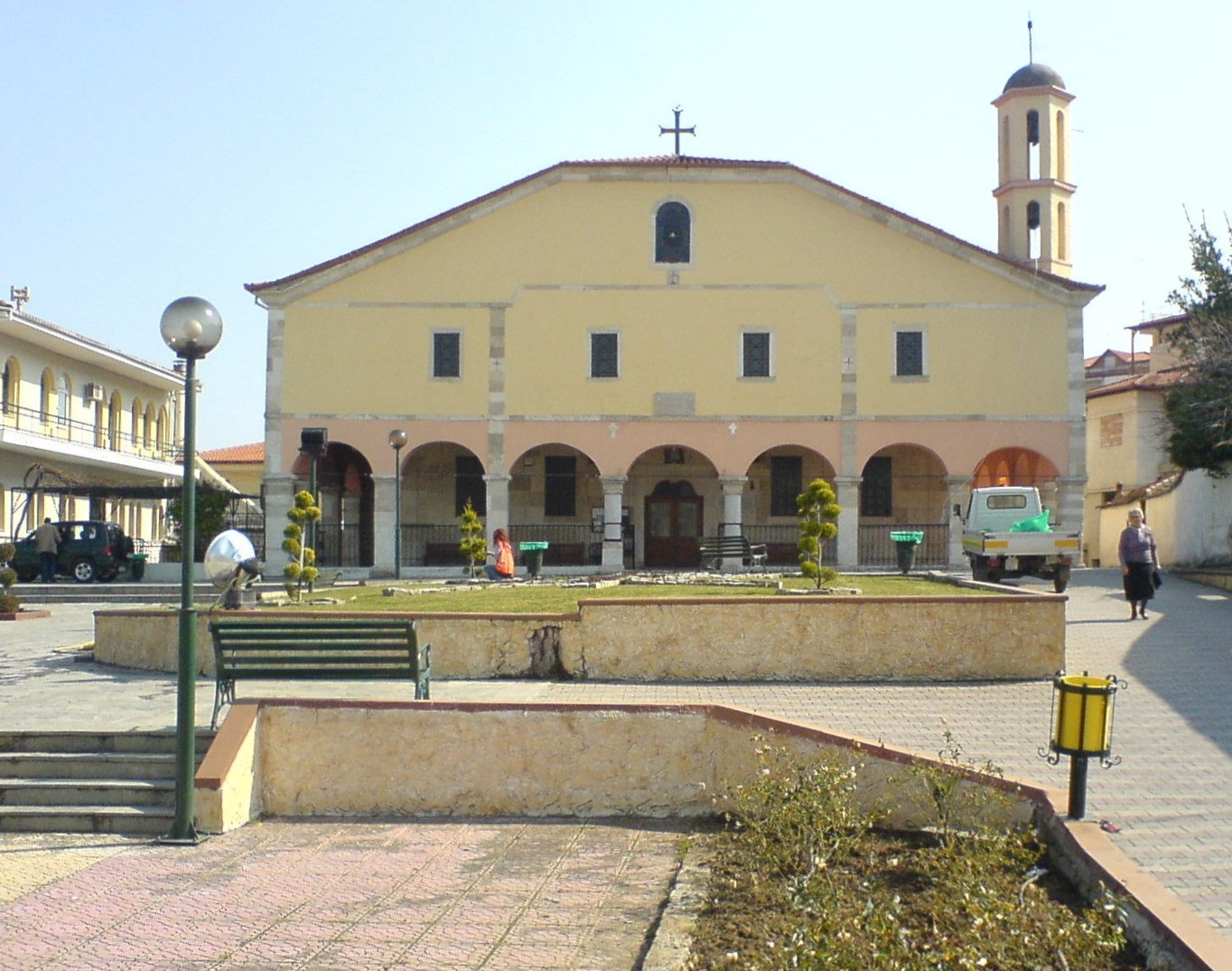
Eglise de l' Assomption de la Vierge (bg)
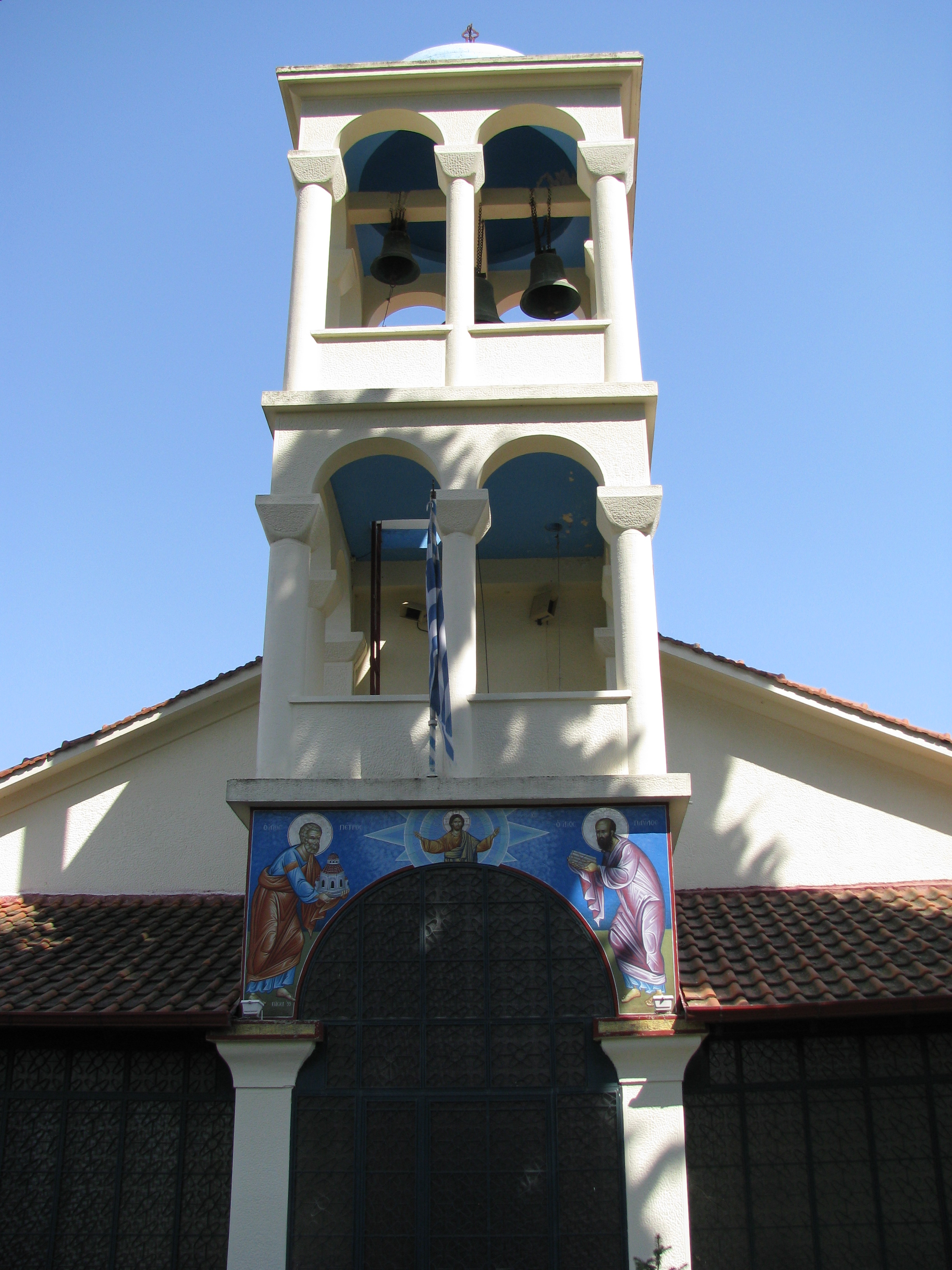
Église Saint-Pierre et Saint-Paul (bg)
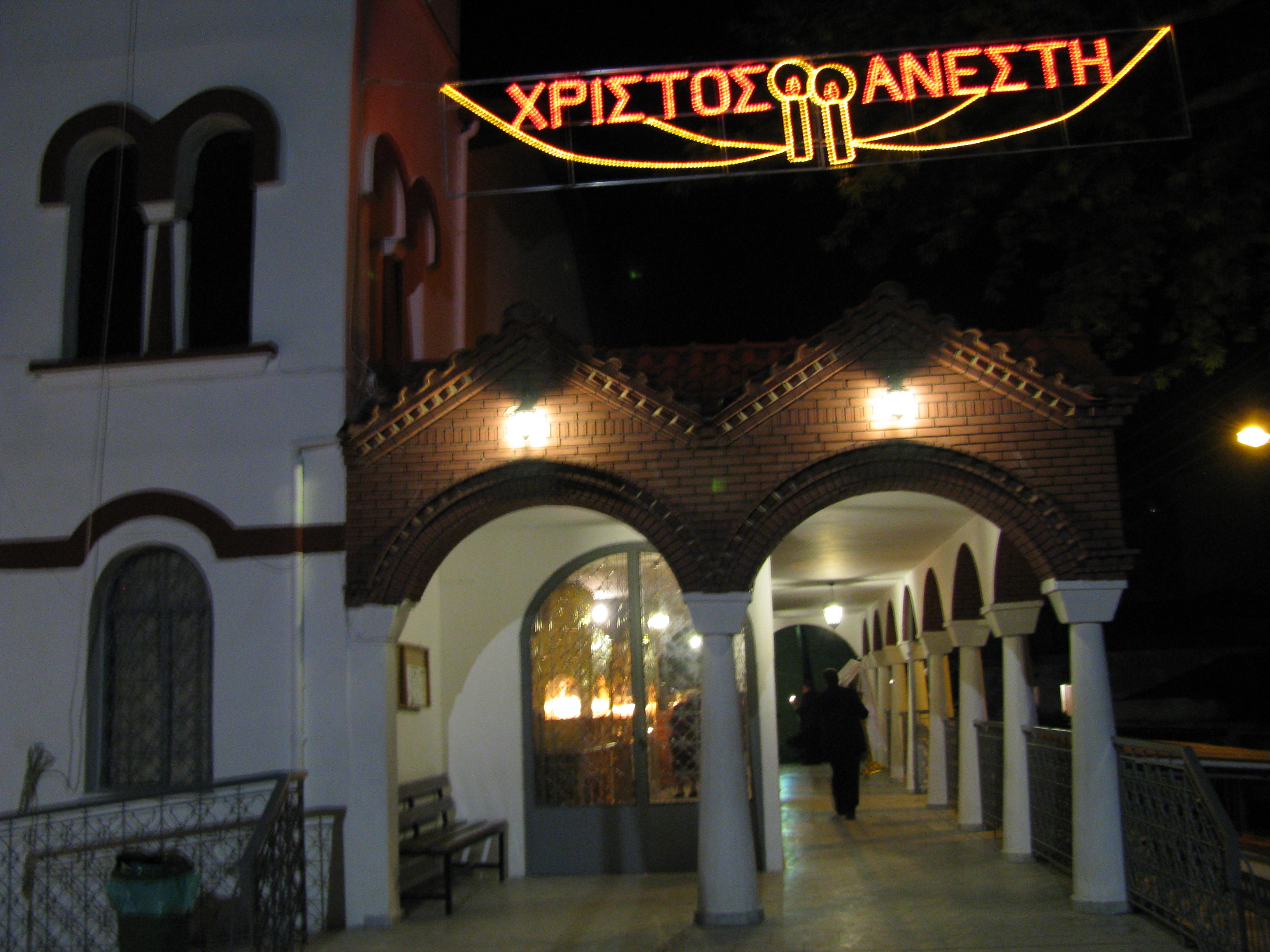
Ancienne église Saints Cyrille et Méthode, aujourd'hui Saints Constantin et Hélène.

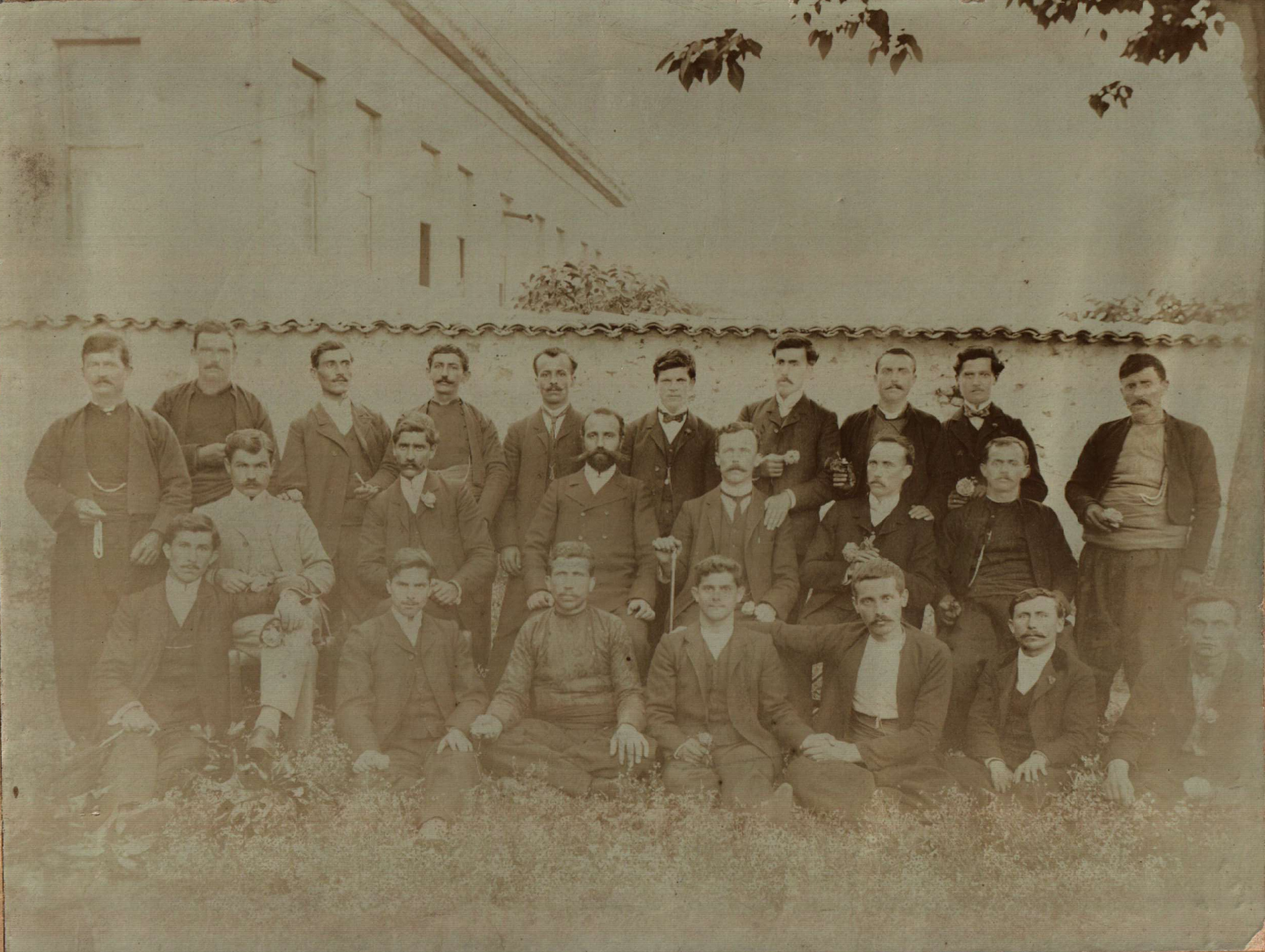
Le Comité révolutionnaire à Enidje Vardar le 11 mai 1906.

À l'issue de la guerre russo-turque de 1878, le traité de Berlin, qui révise le traité de San Stefano, jamais appliqué, crée un État bulgare, constitué de la principauté autonome de Bulgarie et de la province de Roumélie orientale, semi-autonome, qui se réuniront en 1885, mais laisse la Macédoine, et donc Giannitsá, sous domination turque.
Vers 1900, selon les statistiques de Vasil Kanchov (bg) (Macédoine. Ethnographie et statistique (bg)) Enidje Vardar compte 9 599 habitants, dont 4000 Bulgares, 5100 Turcs, 25 Grecs, 24 Aroumains, 90 Juifs, 300 Tsiganes et 60 autres.
Le livre La Macédoine et sa Population Chrétienne (bg) donne la répartition de la population chrétienne vers 1905, qui est, pour Enidje Vardar, de 6240 Bulgares et 5 Grecs. Les Bulgares se décomposent en 2800 exarchistes, 3040 patriarchiste dont 240 serbomans (en), 320 uniates, 80 protestants.
Des mouvements révolutionnaires bulgares s'organisent pour libérer les Bulgares de Macédoine. L'Organisation révolutionnaire intérieure macédono-andrinopolitaine (VMORO), en 1893, le Comité macédonien ou Comité suprême macédono-andrinopolitain (en) (VMOK), en 1895. A Giannitsá, la lutte a été organisée principalement par Apostol Petkov (en), surnommé le soleil d'Enidje Vardar, entre 1897, où il adhère au VMORO, et sa mort en 1911. Les Grecs, très minoritaire à Giannitsá, combattirent les Turcs, mais aussi les Bulgares. Le cousin d'Apostol Petkov, Guéorgui Yotov (en) dit Gonos Yotas combattit avec lui de 1900 à 1904. Le fait que sa mère était patriarchiste lui donnait des sympathies pour la cause grecque. Il remit en question son appartenance au VMORO lorsque celui-ci organisa la lapidation publique du métropolite d'Édessa, Stefanos, au début de 1904. À l'été 1904, alors que Guéorgui Yotov assistait à la messe à Agios Loukas (Saint Luc), trois Bulgares armés exigèrent qu'un prêtre exarchiste accomplisse le service divin, il y eut un échange vigoureux entre eux et les Bulgares acceptèrent de partir. À la suite de cette altercation, en octobre 1904 il rejoignit les andartes (αντάρτες, soit rebelles) grecs. Il apprit le grec avec eux, dans le dialecte crétois, car les détachements étaient composés principalement de soldats grecs originaires de Crète. Avec eux il combattit les Bulgares, y compris son cousin Apostol Petkov. En 1911, furieux de la trahison des grecs Apostolos Matopoulos (el) et Antonis Antonakis avec qui il avait combattu, et qui collaboraient avec les Jeunes-Turcs, il fut trahi par eux et fut tué le 12 février 1911 dans une opération de l'armée ottomane, au lac de Giannitsá. Les autorités grecques exilèrent Matopoulos aux États-Unis et exécutèrent Antonakis.
La rivalité s'exprime aussi au niveau scolaire et religieux. Les Grecs essayent d'helléniser les Bulgares dans les écoles grecques ou par l'appartenance au Patriarcat œcuménique de Constantinople. Suivant de quel côté on se place on dira, par exemple, que Guéorgui Yotov est un Bulgare hellénisé (un grécoman) ou un Grec bulgarophone.
Au début de la première guerre balkanique en 1912, 74 personnes d'Enidje Vardar étaient volontaires dans la milice macédonienne-Edirne. En novembre 1912 les Grecs remportèrent la bataille de Giannitsá contre les Turcs, ce qui leur ouvrit la route de Thessalonique. À l'issue de la deuxième guerre balkanique, la Macédoine Egée devint grecque et le resta à l'issue de la première guerre mondiale, au traité de Neuilly, qui vit un échange de population entre 53 000 Bulgares quittant la Grèce pour la Bulgarie, tandis que 50 000 Grecs de Bulgarie faisaient le trajet inverse,. Les émigrés d'Enidje Vardar et de Goumendje (actuellement Gouménissa en Grèce) fondèrent en Bulgarie la Fraternité caritative d'Enidje Vardar et de Goumendje (bg).
En 1924, la population du district de Giannitsá se décomposait en 13336 slavophones exarchistes, 6500 musulmans et 3049 réfugiés grecs (il n'y avait aucun grec local).
À partir de 1936, la langue slave a fait l’objet d’une répression étatique systématique,,,.
En mars 1941, la Bulgarie entra en guerre aux côtés de l'Allemagne contre la Yougoslavie et la Grèce, ce qui lui permit de récupérer le débouché sur la mer Égée, perdu au traité de Neuilly, et la Macédoine. L'armée allemande envahit Giannitsá le 11 avril 1941. Le 20 avril 1941, une division autrichienne fut temporairement constituée et les habitants furent témoins de leur comportement violent. Le 14 septembre 1944 à Giannitsá, 112 personnes furent exécutées. Parmi eux se trouvait le maire de Giannitsá, Thomas Magriotis (el). L'ambassadeur suédois Tümberg déclara qu'un tiers de la ville avait été détruit par un incendie. Les habitants de Giannitsá quittèrent la ville. Ils se réfugièrent dans les champs et vécurent dans des huttes de fortune. Emil Wenger se rendit à Giannitsá quelques jours après l'exécution collective, en tant que représentant du Comité international de la Croix-Rouge et écrivit « Giannitsá est déjà une ville morte ». Les allemands quittèrent Giannitsa le 3 novembre 1944.

## Le Loudías
À 7 kilomètres au sud du centre se trouve le fleuve Loudías, où est installé un centre de voile. Le Club Nautique de Giannitsá (NOG) enseigne le canoë et le kayak.

## Divertissement
Le centre de la vie sociale de la ville est dans la rue piétonne du centre, où il y a beaucoup de bars, restaurants et cafétérias.
Giannitsá a été l'une des premières villes à créer un théâtre ouvert de 3 000 places et a fait des événements culturels une institution, car de grands noms du théâtre et de la musique sont accueillis chaque année au cours du dernier mois de l'été, donnant aux journées culturelles un caractère de festival. Diverses manifestations artistiques, théâtrales et musicales ont aussi lieu dans le théâtre fermé qui se trouve à l'intérieur du Centre Culturel, qui est un bâtiment d'architecture moderne (3800 m²).

## Sports
Giannitsá possède un club de football évoluant en deuxième division grecque, Anagennisi Giannitsa FC (el).

## Personnalités
- Effie Achtsióglou, docteur en droit du travail, député, ministre (1985 - ).
- Dimítrios Barlaoútas (el), enseignant.
- Antonie Pop Christić (bg), enseignant et diplomate serbe (1871 - 1950).
- Chrístos Didaskálou (el), un des principaux organisateurs de la défense grecque dans la ville de Giannitsá(~1885 - 1907)
- Kotcho Hadjirindov (en France, Constantin Rindoff) (bg), homme politique bulgare (1883 - 1977).
- Mitso Hadjitraev (bg), révolutionnaire bulgare (1867 - ).
- Christo Kalaydjiev (bg), révolutionnaire bulgare (1886 - 1964).
- Antónios Kasápis (el), révolutionnaire grec (1885 - 1904).
- Mikhaïl Kayafov (bg), marchand et révolutionnaire bulgare (1872 - ).
- Thomas Magriotis (el), homme politique grec (1882 - 1944).
- Yiánnis Michailídis, footballeur grec (2000 - ).
- Stoyan Christov Mokrev (bg), prêtre uniate puis exarchiste[16], gendre du pope Dimo (1868 - ).
- Grigor Stoyanov Mokrev (bg), professeur et révolutionnaire bulgare, fils du précédent.
- Elisávet Mystakídou, championne olympique grecque de Taekwondo (1977 - ).
- Todor Nikezov (bg), professeur et révolutionnaire bulgare (1881 - 1909).
- Anguel Petrov Nikolov (bg), diplomate bulgare (1883 - ).
- Dimítris Pélkas, footballeur international grec (1993 - ).
- Ivan Petrov Pojarliev, officier et révolutionnaire bulgare (1868 - 1943).
- Thomas Pojarliev (bg), révolutionnaire bulgare (1870 - 1938).
- Dionysius  Popstankov (bg), chimiste et révolutionnaire bulgare (1887 - ).
- Grigor Popstankov (bg), révolutionnaire bulgare (1879 - 1964).
- Bojin Stamenitov (bg), peintre bulgare de la seconde moitié du XIXe siècle.
- Giórgos Tános (el), médecin, homme politique grec (1937 - ).
- Dimităr Tăpkov (bg), enseignant bulgare (1842 - 1899).
- Dimităr Yanev (bg), enseignant bulgare (1880 - ).
- Guéorgui Yotov (en) dit Gonos Yotas, révolutionnaire bulgare puis grec (1880 - 1911).